# Batalla de Palonegro
La Batalla de Palonegro fue un enfrentamiento bélico llevado a cabo entre el 11 y el 25 de mayo de 1900, durante la Guerra de los Mil Días en Colombia. Fue la batalla más importante de este conflicto, dando por finalizada la campaña de Santander a favor del gobierno conservador.  Es considerada por cronistas como Enrique Arboleda, como un "hierro de la estrategia y pecado de la táctica" y "un monumento de pavor para ejemplo de la esterilidad de las guerras civiles".
Es la batalla más grande de la historia del país, tanto por bajas como por número de tropas enfrentadas.

## Antecedentes
La Guerra de los Mil Días se inició en octubre de 1899 en el departamento de Santander; de inmediato los enfrentamientos se concentraron en dicha región, donde, inicialmente, el 12 de noviembre, los liberales intentaron tomar la capital Bucaramanga fracasando en el intento. Posteriormente, estos vencieron en la batalla de Peralonso, y ya anteriormente habían tomado la ciudad de Cúcuta, con lo que se consolidaban como fuerza beligerante y ponían en peligro el gobierno central.
Sin embargo, en febrero de 1900, los liberales quedaron aislados en Santander dado el fracaso de tomar el Magdalena y controlar el acceso al Caribe y establecer un corredor por el centro del país con el Tolima, además del fracaso en la insurrección en Antioquia y el sur del país, dejando sus posibilidades de victoria ínfimas. Además, los recursos humanos de dicho departamento se agotaban mientras que las filas del ejército reemplazaban las bajas y permanecían intactas con hombres de todas las regiones del país; a pesar del entusiasmo de sus voluntarios, los alzados se quedaban sin suministros, dependiendo de los que podían quitarles a sus enemigos o del apoyo del gobierno de Venezuela. 
Las fuerzas liberales restantes en otras partes del país esperaban la siguiente acción de Vargas Santos para decidir la acción a tomar, pero este se negaba a realizar la ofensiva contra Bogotá, en vista de la vulnerabilidad de sus fuerzas; por ello, la guerra permaneció inactiva durante varios meses. Para empeorar la situación, cuando a finales de abril Vargas Santos empezó finalmente a movilizar su ejército, ni siquiera tenía un plan definido. Avanzó hacia el sur desde Cúcuta, después de que se produjese una epidemia de malaria, y no actuó contra las tropas enemigas que permanecían cercanas, asumiendo que no se moverían. Estas últimas vieron cómo su comandante el general Manuel Casabianca quien previamente reemplazó a Villamizar, era nombrado Ministro de Guerra y lo reemplazaba el general Próspero Pinzón, un hombre muy paciente y metódico a la vez que un católico devoto que logró implantar en sus tropas la idea de luchar una Guerra Santa. Sin saberlo, ambos bandos marchaban a la vez en busca de una batalla decisiva. Los movimientos de los liberales hacia el sur fueron rápidamente detectados por sus enemigos, y el gobierno insistió al general Pinzón sobre que iniciase una ofensiva hacia Bucaramanga, mientras los liberales seguían en su ruta pasando por Rionegro y llegando el 10 de mayo a Palonegro, donde decidieron detener al enemigo. 

### Fuerzas en combate
Los diversos autores difieren bastante sobre las fuerzas que se enfrentaron en aquella batalla:
| Fuente                                   | Tropas liberales               | Tropas del gobierno             |
| ---------------------------------------- | ------------------------------ | ------------------------------- |
| Coronel Flórez Álvarez (primer cálculo)  | 7.000                          | 9.000                           |
| Henrique Arboleda Cortés                 | 14.000                         | 11.443                          |
| General Manuel Casabianca                | 8.000                          | s/i                             |
| Rafael Uribe Uribe                       | 7.000                          | s/i                             |
| Coronel Flórez Álvarez (segundo cálculo) | 6.000 al inicio 7.000 al final | 9.000 al inicio 18.875 al final |
| René De La Pedreja Tomán                 | 7.000                          | 21.000                          |
| Humberto Ricord                          | 7.000                          | 21.561                          |
| Alfredo Camelo                           | 6.800                          | 18.875                          |

## La batalla

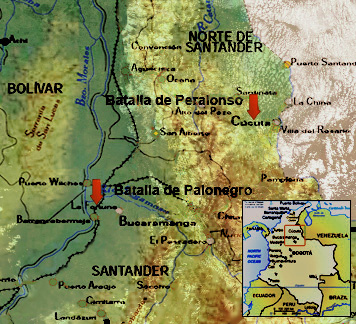
Ubicación del campo de Palonegro

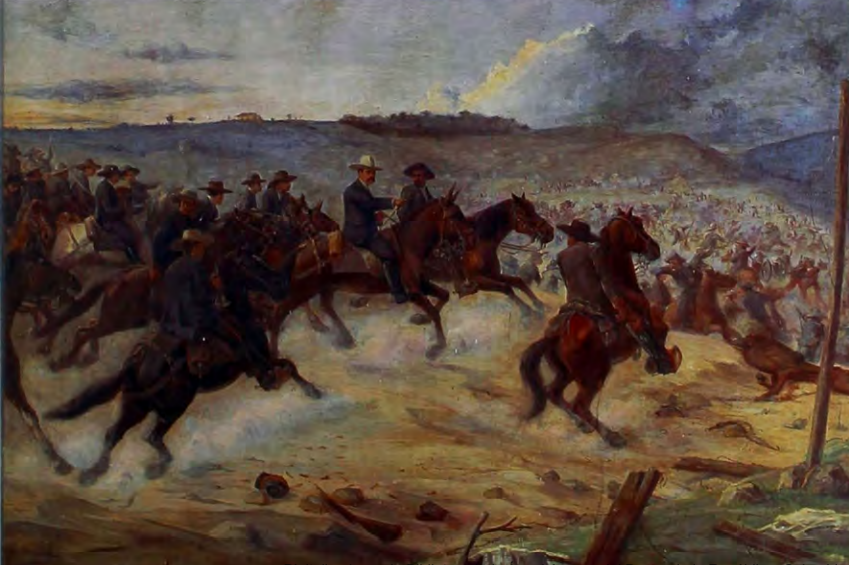
Pintura de la batalla de palonegro, Marco Tobón Mejía.

Al día siguiente, los liberales empezaron a ocupar posiciones altas mientras empezaban a producirse los primeros tiroteos con las avanzadas del gobierno. Uribe Uribe distribuyó a sus hombres en una línea de batalla entre Palonegro y Lebrija, mientras Pinzón empezó a enviar tropas desde Bucaramanga al frente de combate, atacando unas elevaciones en las que estaba situado el pueblo de San Pablo, en el centro de la línea liberal ubicada entre Palonegro y Casa de Teja. Dicha posición se volvió el punto principal en disputa entre ambos bandos. El terreno era muy incómodo para la defensa liberal y Vargas Santos permaneció en Rionegro, de donde nunca salió a inspeccionar las líneas y reconsiderar la idea de batallar, por considerar el terreno muy desfavorable.
Para tomar unas posiciones más ventajosas, los liberales lanzaron el 12 de mayo en Casa de Teja un ataque sorpresa contra una unidad enemiga ubicada cerca; tras matar con machetes y francotiradores a las vanguardias, fueron detectados y tuvieron que lanzar una serie de ofensivas a lo largo de todo el frente, siendo rechazados en todas las ocasiones. Así, tuvieron que retirarse a sus posiciones. Mientras, los efectivos gubernamentales esperaban ansiosos la orden de ataque para acabar definitivamente con el enemigo, pero dicha orden no llegó. El día 13, los alzados se prepararon para flanquear al enemigo, rodearlo y aislarlo de las tropas en Bucaramanga, pero se produjo la llegada de un batallón nacionalista que lanzó de inmediato un asalto a Palonegro, el cual finalmente fue rechazado por una carga encabezada por Uribe que los hizo huir a sus posiciones. Los insurrectos trataron de tomar los cañones enemigos, pero fueron rechazados por una resistencia desesperada de los artilleros. Finalmente, las fuerzas del gobierno se retiraron a la retaguardia durante la noche. Pinzón se creyó completamente vencido, pero, debido a su fe religiosa, decidió permanecer en su posición y ordenó que no retrocediesen más. Tras esto, llegaron refuerzos, que le dieron una amplia superioridad numérica.

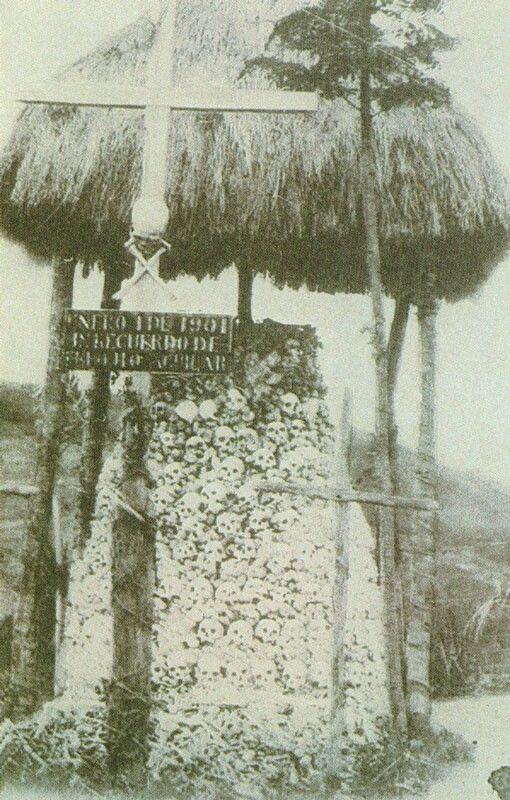
Osario levantado en el campo de Palonegro.

Uribe Uribe solicitó ante dicho éxito el envío de nuevos pertrechos y refuerzos, pero Vargas Santos se negó. Cuando el 14 de mayo los liberales atacaron de nuevo, los refuerzos gubernamentales permitieron rechazarlos con facilidad. Posteriormente, los gubernamentales lanzaron un contraataque y recuperaron una a una las posiciones antes perdidas. Tras esto, los liberales se mostraron renuentes a lanzar nuevos ataques. Así, se llegó a un punto muerto y la batalla se volvió de desgaste; los liberales estaban en una seria desventaja puesto que empezaron a agotar con los tiroteos y ataques incesantes sus reservas de municiones y hombres, en particular en la lucha de la Loma de los Muertos, ubicada en la tierra de nadie. Tras los hechos del día 14, Vargas Santos fue consciente de que la batalla estaba perdida, pero, como le era característico, no llevó a cabo ninguna acción. El 25 de mayo, Pinzón detuvo el ataque general y concentró todos sus esfuerzos en atacar el flanco izquierdo enemigo, Lebrija; los defensores estaban pobremente armados, y, ante un ataque masivo, fueron arrollados. Tras esto, los liberales notaron que las fuerzas del gobierno podían rodearlos con facilidad, por lo que se vieron forzados a retroceder a Rionegro el día siguiente, abandonando Palonegro y dando fin a la batalla más grande y decisiva de la guerra. Pinzón envió un batallón en su persecución y regresó a Bucaramanga para celebrar el Te Deum, agradeciendo a Dios su victoria. Posteriormente, fue criticado por esta acción, que permitió a los liberales escapar, pero él se justificó afirmando que los liberales no podrían mantener Santander mucho tiempo más y que era innecesario sacar de sus posiciones a todo su ejército para perseguirlos.

## Consecuencias
Esta batalla fue definitiva en el desarrollo de la guerra; los liberales perdieron la iniciativa y continuaron su estrategia a través de una guerra de guerrillas; los comandantes liberales se retiraron y dispersaron en otros puntos del territorio nacional.
El gobierno retomó Cúcuta tras un fuerte asedio el 15 de julio de 1900, y con ello la guerra de posiciones desapareció, dando prioridad a las guerrillas. Los liberales se dividieron en belicistas y pacifistas. Esta batalla aseguró el gobierno conservador, pero no derrotó definitivamente a los liberales.